# میکروکراتوم
میکروکراتوم (انگلیسی: Microkeratome) یک وسیله جراحی دقیق به تیغه نوسانی است که برای ایجاد فلپ بر روی قرنیه در جراحی لیزیک یا آلک به کار می‌رود.